# الغابات في السودان

## المساحة
تبلغ مساحة الغابات  في السودان حوالي 85.90 مليون هكتار (859,000 كيلومتر²) حسب منظمة الأغذية والزراعة للأمم المتحدة  (الراجح انها بين 190-350 الف كيلومتر²) جانب فقده لحوالي وقد خسر منها مساحات كبيرة جدا المعروف منها فقده ل5628 فدان بسبب الحرب في دار فور. لغابات السنط النيلية، وغابات الظهرة، وغابات بحر الجبل ونبات البُردي بالسدود، وغابات الهشاب، والهبيل في كردفان
وأول غابة محمية هي  هي غابة «لكاداوية» على النيل الأبيض، بالقرب من كوستي ومساحتها 268 فداناً.
تتعد انواع الغابات في السودان حسب المناخ والتربة ووفرة المياه وعدة عوامل اخرى ومن اهم الغابات في السودان هي:
١.غابات الصمغ العربي وتنتشر بشكل أساسي في ولاية شمال كردفان وأوساط السودان في شريط يمتد من القضارف وإلى هضبة جبل مرة شرقاً ويعتبر السودان المنتج الأول له عالميا حيث يسهم بحوالي ٨٠-٨٥%من إنتاجه عالمياً.
٢.غابات السنط وتنتشر في أغلب مناطق السودان وهي أشهر الغابات بالنسبة للسكان بسبب قربها منهم وجودها في مدن مهمة في السودان كغابة السنط في الخرطوم وغابة السنط في كسلا وغابة ام بارونا في ود مدني ويتميز السنط برائحته الفريدة لذا يحظى بمحبة كبيرة من قبل السودانيين.

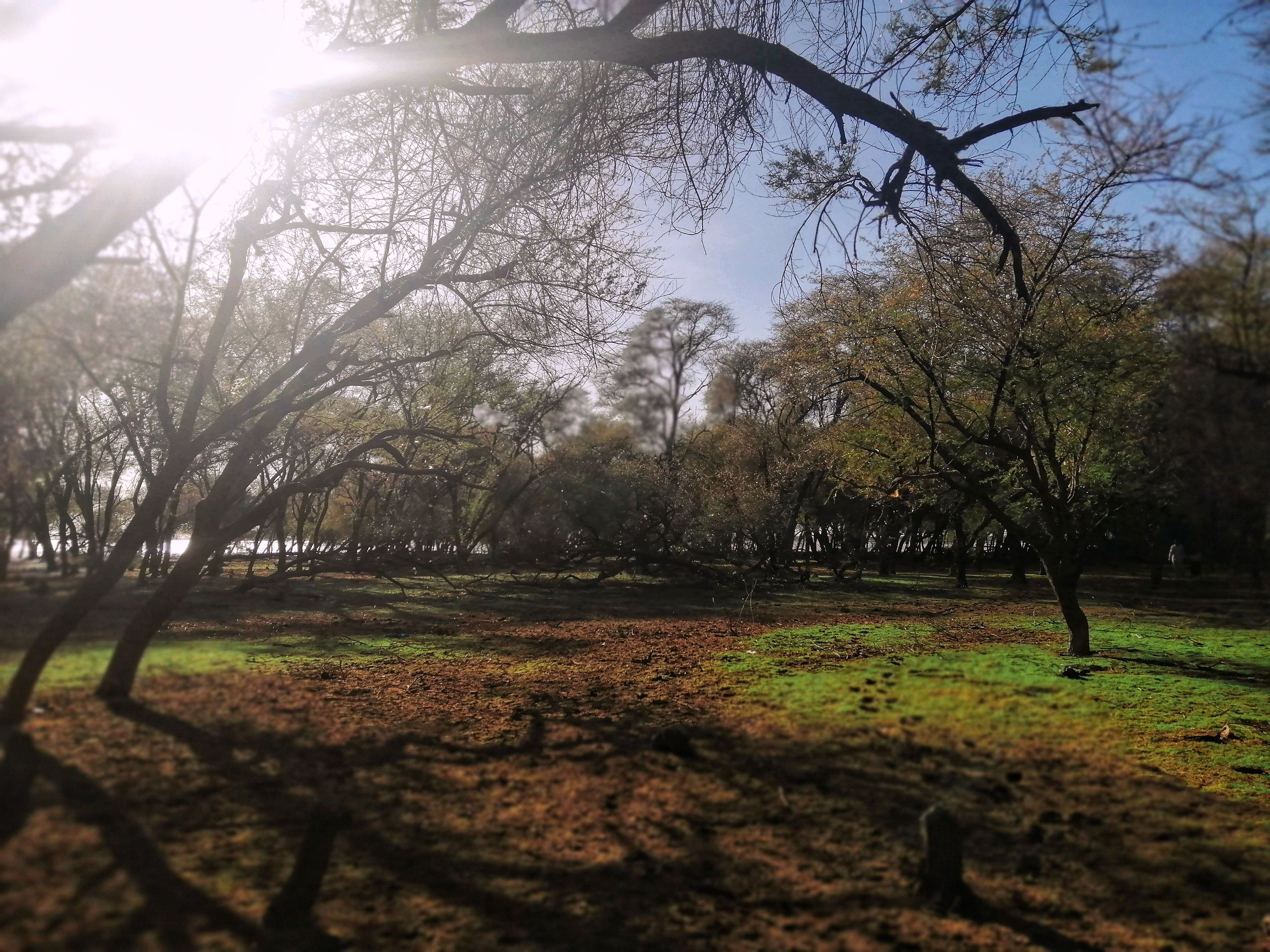
صوره لغاية السنط

٣.غابات حول مجاري الأنهار والأدوية الموسمية مثل الغابات بين نهري الدندر والرهد وخور ابو حبل والغابات النفضية في دلتا القاش وطوكر حيث تتميز بوجود غابات كثيفة في تلك الدلتاوات وتجود زراعة المانجو بصورة كثيفة في ضفاف نهر القاش الموسمي.
٤.غابات شبه استوائية ونجدها في الولايات الجنوبية لجمهورية السودان في مناطق ابيي والردوم وهي ذات مساحة كبيرة نسبيا وأهم الأشجار فيها الباباي،الفويا ،الصباغ ،الهبيل، المهوجني والأبنوس الذي اشتهر السودان به تاريخيا.
٥.غابات المناطق المعتدلة وهي صغيرة المساحة مقارنة بغيرها من الغابات في السودان، نجدها في غرب السودان في هضبة جبل مرة ذات المناخ المعتدل وأهم الأشجار فيها التين والقمبيل ذو الأهمية الاقتصادية الكبيرة.
٦.غابات جبلية ذات أشجار شائكة ونجدها في جنوب ولاية البحر الأحمر بالقرب من الحدود الأريترية وهمشكوريب.
٧.غابات متفرقة ونجدها في اغلب ولايات السودان الوسطى والجنوبية كالقضارف كسلا النيل الأبيض النيل الأزرق جنوب وغرب كردفان ودارفور.
٨.غابات استوائية فقد السودان كل الغابات الإستوائية مع انفصال دولة جنوب السودان عام 2011 لكنه بالرغم من ذلك فالسودان يتمتع بمساحة غابات اكبر من نظيره جنوب السودان إلا أن جنوب السودان لديه نسبة مئوية أكبر من حيث الغطاء النباتي، وتخلتف الغابة الإستوائية عن الغابة شبه الإستوائية في كونها اكثر مطرا وأشجارها أكثر كثافة وطولاً وأهم الأشجار في هذا الإقليم هي التيك والمهوجني والسرخس ،ونجدها في شريط ضيق في الحدود مع جمهورية الكنغو الديموقراطية وجمهورية إفريقيا الوسطى ومجاري الأنهار.

## النشاط البشري
ويمارس الاهالي في منطقة الغابات الزراعة على أوجه مختلفة. تنتج الغابات في السودان سنوياً الصمغ العربي وحطب الوقود والفحم. والاخشاب المنشورة حيث تستعمل  في صنع الاثاثات المنزلية والابواب والشبابيك وغيرها. فلنكات السكة الحديدية، واعمدة المباني واسقف المنازل. وتنتج الغابات ايضاً العاج النباتي (الدوم). كما تنتج الغابات بعض الموادالتي تستخدم في الدباغة مثل القرض وتستخدم بعض الاشجار في صناعة الحبال. ومن منتجات الغابات أيضا شمع العسل وزيت اللؤلؤ وزيت النخيل والبن
تلعب منتجات الغابات دوراً اقتصاديا كبيراً في أغلب المناطق بالسودان. فالاشجار تفرع وقد تقطع لرعي الجمال وغيرها من الحيوانات. اما الحشائش فترعى أو تقطع لاطعام قطعان الماشية. ويأكل الناس من فواكه العرديب والقنقليز والدليب واللالوب والنبق والدوم والقضيم والجميز. كما تستعمل عروق اشجار أخرى كجزء من الغذاء العادي في كثير من بقاع السودان. يستعمل كذلك رماد الاشجار المحروقة في تسميد الأراضي الزراعية في مناطق الزراعة المختلفة ومن أهم منافع الغابات المباشرة، صيانة التربة وموارد المياه وتخفيف اضرار الرياح الحارة والجافة ومقاومة زحف الصحراء الجرداء التي تهدد الزراعة وبالتالي تهدد بقاء الإنسان.

## إدارة الغابات
تأسست مصلحة الغابات  والأحراج في عام 1902 وصيغت أوّل سياسة غابات  في عام 1932، ليستمرّ العمل بها حتى عام 1986. وكان تأكيد على ضرورة تسهيل إجراءات حماية ما لا يقل عن 20 في المائة من مساحة السودان، كمحميات. لكنّ واقع الحال يقول إنّ الغابات التي كانت تغطي 34 في المائة من مساحة البلاد تقلصت إلى 18 في المائة في عام 1992، ومنذ ذلك الحين بدأ التناقص لأسباب عدّة، منها الطبيعي ومنها ما جاء نتيجة النزوح البيئي الكبير والحروب وحاجة النازحين إلى الوقود وبناء المساكن، إلى جانب ضعف كبير في قدرة السلطات على حماية الغابات. يُذكر أنّ ثمّة غابات أبيدت كلياً من قبل بعض الجهات الرسمية إمّا للاتجار (بيعها كوقود أو مواد اولية اصناعة الاثاثات) أو للتوسّع في مشاريع زراعية.